# Episcopia
Episcopia község (comune) Olaszország Basilicata régiójában, Potenza megyében.

## Fekvése
A megye déli részén fekszik. Határai: Latronico, Fardella, Carbone, San Severino Lucano és Chiaromonte.

## Története
A települést valószínűleg metapontumi görögök alapították Episz Kópia néven (jelentése kilátó), utalva, hogy a Sinni folyó völgye fölé emelkedő dombon épült ki.

## Népessége
A népesség számának alakulása: 

## Főbb látnivalói
- Palazzo De Salvo (18. század)
- Santa Maria del Piano-szentély
- Sant’Antonio-templom
- Santa Maria Addolorata-kápolna
- San Nicola di Bari-templom (16. század)
- San Rocco-templom